# زلوتي بولندي
الزلوتي البولندي أو الزووتي البولندي (تهجئة بديلة: زلوتي ؛  البولندية : polski złoty ،البولندية: [ˈzwɔtɨ]  ;  اختصار: zł ؛ الكود : PLN )  هي العملة الرسمية والقانونية في بولندا.
تُقَسَّم إلى 100 جروش ( gr ).  وهي العملة الأكثر تداولاً في وسط وشرق أوروبا وتحتل المرتبة 21 من حيث العملات الأكثر تداولاً في سوق الصرف الأجنبي.
كلمة زلوتي (złoty) هي شكل مذكر من الصفة البولندية "الذهبي"، والتي ترتبط ارتباطًا وثيقًا باسمها إلى الغيلدر، في حين أن الوحدة الفرعية جروش مبنية على جروشن، وهي قريبة من الكلمة الإنجليزية جروت. قُدِّمت رسميًا لتحل محل سلفها المؤقت، ماركا بولندية، في 28 فبراير 1919 وبدأ تداولها في عام 1924. الهيئات الوحيدة المسموح لها بتصنيع أو سك عملات الزلوتي والأوراق النقدية هي Polska Wytwórnia Papierów Wartościowych (PWPW)، التي تأسست في وارسو في 25 يناير 1919، و Mennica Polska، التي تأسست في وارسو في 10 فبراير 1766.
ونتيجة للتضخم في أوائل تسعينيات القرن العشرين، خضعت العملة لإعادة تقييم. وهكذا، في 1 يناير 1995، أصبحت 10000 زلوتي قديم (PLZ) تساوي زلوتيًا واحدًا جديدًا (PLN). باعتبارها عضوًا في الاتحاد الأوروبي، فإن بولندا ملزمة باعتماد اليورو عندما تُستوفى جميع الشروط المحددة، ومع ذلك لا يوجد حد زمني لاستيفاء جميع هذه الشروط.
في الوقت الحالي، بولندا ليست عضوًا في آلية سعر الصرف الأوروبية الثانية.

## الأسم
يُعد مصطلح "زلوتي" (złoty) صفة مشتقة من الاسم "زلوتو" (złoto )، وهو ما يدل على الذهب في اللغة البولندية. الترجمة الحرفية لاسم العملة هي "ذهبي" أو "الذهبي".
يميل المتحدثون الأصليون للغة الإنجليزية أو المصادر باللغة الإنجليزية إلى تجنب تعقيد صيغ الجمع وبالتالي استخدام "złoty" لجميع الطوائف، على سبيل المثال 2 زلوتي و100 زلوتي بدلاً من 2 زلوتي و100 زلوتي.[بحاجة لمصدر]

## الرمز

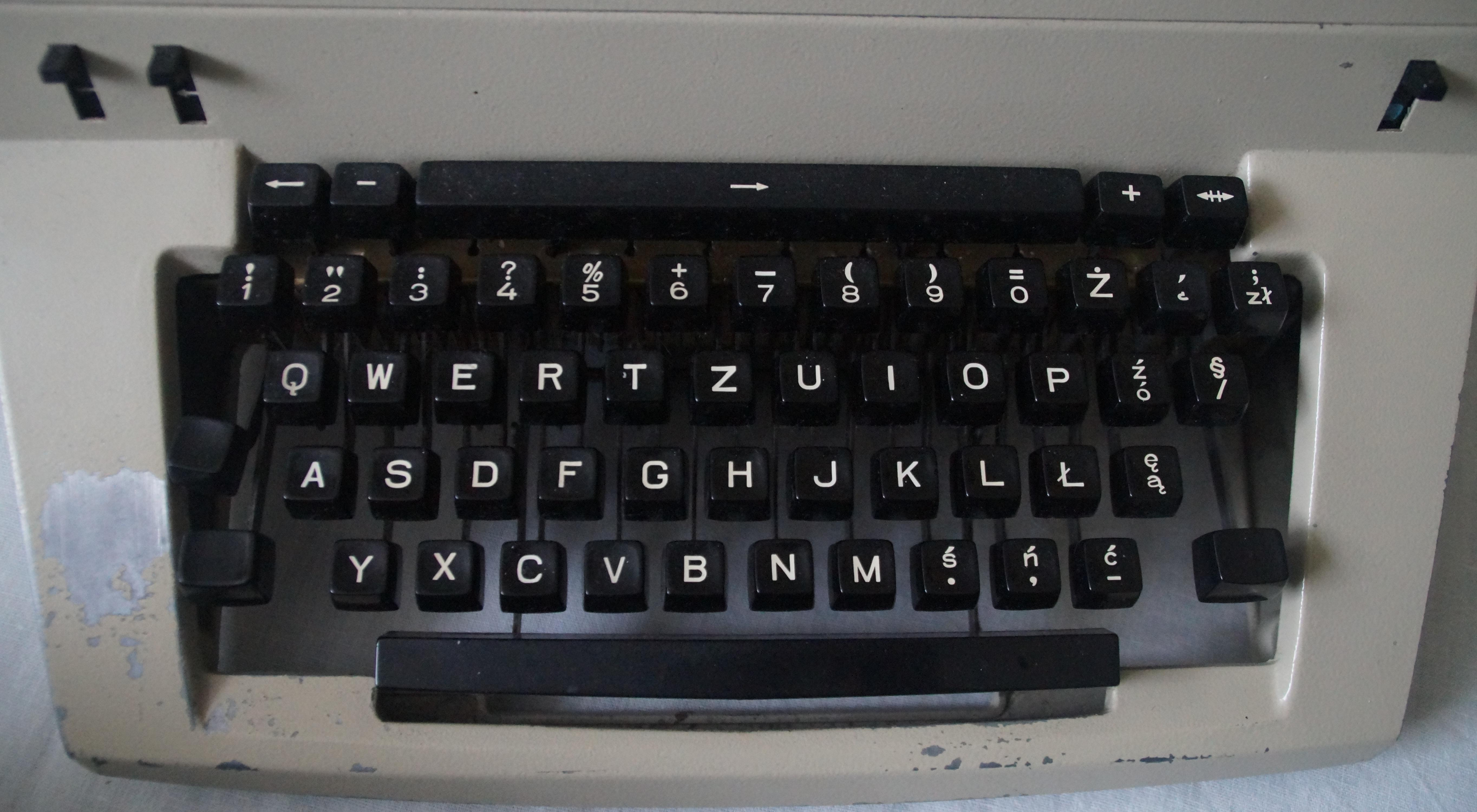
لوحة مفاتيح الآلة الكاتبة Łucznik 1016 مع مفتاح zł (مشترك مع الرمز ;) في الصف العلوي.

الرمز الرسمي للعملة هو zł، ويتكون من الحرفين الصغيرين z وł وهما الحرفان الأولان من كلمة "زلوتي" (złoty).  لا يوجد لها تمثيل في الترميز الموحد كعلامة واحدة، ولكن كان لها تمثيل سابقًا في الآلات الكاتبة وأجهزة الكمبيوتر البولندية.  يُمَثَّل رمز الوحدة الفرعية "جروش" (grosz) بالحرف الصغير gr . 

## تاريخ

### الزلوتي الأول
كان أول شكل من أشكال العملة الملموسة في بولندا هو الديناريوس ( الدينار )، والذي بدأ تداوله في القرن العاشر.  خلال هذه الفترة، كانت العملات البولندية تحمل قيمة اسمية واحدة وكانت تُسك من السبائك (من الفضة بشكل أساسي، ولكنها أيضًا مركبة من النحاس والمعادن الثمينة الأخرى).  كانت وحدة الكتلة القياسية المستخدمة في ذلك الوقت هي الجريزونا وليست الرطل، حيث يعادل الجريزونا الواحد 240 دينارًا.  من عام 1300 إلى منتصف القرن السادس عشر، كانت عملة براغ ‏ (أو جروت) تهيمن على السوق، وقد أدى العرض المرتفع منها إلى تقليل الطلب على العملة الوطنية في جميع أنحاء أوروبا الوسطى. حصلت بعض المدن والمناطق المستقلة في المملكة البولندية على امتياز سك عملتها الخاصة، على سبيل المثال الشلن ( szeląg ) في دوقية بروسيا، والتي تبنتها بولندا بالاشتراك في عام 1526. 
في البداية، اُستُخدِم مصطلح "زلوتي" (حرفيًا، الذهبية) في القرنين الرابع عشر والخامس عشر لعدد من العملات الذهبية الأجنبية، وأبرزها الذهب البندقي، والفلورينات والنقود الذهبية الفينيسية. في عام 1496، ناقش البرلمان البولندي إنشاء عملة محلية ووافق على الزلوتي، الذي كان حتى ذلك الحين بمثابة وحدة حسابية.  فُرِضَ سعر صرف قدره 30 جروش مقابل قطعة ذهبية واحدة، وظل هذا هو التقسيم التقليدي حتى القرن التاسع عشر.  في الأعوام 1526-1535، كجزء من الإصلاح النقدي الشامل الذي اقترحه نيكولاس كوبرنيكوس وجوستوس ديسيوس ‏، عرّف الملك زغمونت الأول الزلوتي باعتباره عملة قانونية في مرسوم سك العملة في 16 فبراير 1528. 
ظل النظام النقدي البولندي معقدًا ومتشابكًا من القرن السادس عشر إلى القرن الثامن عشر حتى الإصلاح النقدي الذي أصدره ستانيسواف أغسطس بونياتوفسكي والذي أزال جميع الوحدات النقدية الأخرى باستثناء الزلوتي، الذي قُسِّم إلى 30 جروش. رُبِطَت العملة البولندية بعد ذلك بعملة الإمبراطورية الرومانية من خلال تحديد الاتفاقيات: تالر = 8 زلوتي = 23.3856 غرام من الفضة النقية، و تالر ألمانيا الشمالية = 6 زلوتي = 17.5392 غرام من الفضة (ومن ثم 2.9232 غرام من الفضة في الزلوتي).
أُجريت تغييرات جذرية على العملة خلال انتفاضة تاديوش. أدى التقسيم الثاني للكومنولث البولندي الليتواني الواسع إلى فقدان ما يقرب من 200 ألف كيلومتر مربع من الأراضي وتسبب في انهيار اقتصادي. إن النقص الواسع النطاق في الأموال لتمويل الدفاع عن الأراضي المتبقية أجبر الحكومة المتمردة على البحث عن بدائل. في يونيو 1794، بدأ تاديوش كوسيوسكو في طباعة النقود الورقية وإصدار أول أوراق نقدية بولندية كبديل للعملات المعدنية، والتي لم يكن من الممكن سكها بالكميات المطلوبة.  ودخلت التداول في 13 أغسطس 1794.
ظل الزلوتي متداولًا بعد تقاسم بولندا وأصدرت دوقية وارسو التابعة لنابليون عملات معدنية مقومة بالجروش، والزلوتي، والتالار، مع انخفاض قيمة التالار (التالر) البالغ 6 زلوتي قليلاً إلى التالر البروسي الذي يبلغ 16.704 غرامًا من الفضة النقية (ومن ثم 2.784 غرامًا من الفضة في الزلوتي).  كما تم أُصدِرَت أوراق نقدية من فئة التالار. في عام 1813، بينما كانت مدينة زاموشتش تحت الحصار، أصدرت سلطات المدينة عملات معدنية بقيمة 6 جروش و2 زلوتي. بعد مؤتمر فيينا عام 1815، استمرت القطاعات النمساوية والروسية في بولندا المقسمة في استخدام الزلوتي لبعض الوقت، بينما استبدل القطاع الألماني التالار والزلوتي بالتالر البروسي وفي وقت لاحق المارك الذهبي الألماني.
في 19 نوفمبر 1815، أُقِرَّ القانون المتعلق بالنظام النقدي لمؤتمر بولندا (في روسيا)، والذي حدد سعر الزلوتي عند 15 كوبيك (0.15 روبل إمبراطوري، أو ما يقرب من 2.7 غرام من الفضة النقية) والجروسي عند 1⁄2 كوبيك، وعملات فضية من فئة 1، و2، و5، و10 زلوتي صدرت من عام 1816 إلى عام 1855.
في وقت انتفاضة نوفمبر 1830، أصدر المتمردون "عملة المتمردين" الخاصة بهم - دوقات ذهبية وعملات فضية من فئة 2 و 5 زلوتي، مع شعار النبالة الثوري، والعملات النحاسية من فئة 3 و 10 جروش.  ظلت هذه العملات المعدنية قيد التداول لفترة طويلة بعد قمع الانتفاضة. نتيجة للانتفاضة، أصبح الروبل العملة القانونية الوحيدة في مؤتمر بولندا منذ عام 1842، على الرغم من أن العملات المعدنية التي تحمل علامة زلوتي بالتوازي مع الروبل سُكَّت في وارسو حتى عام 1865 وظلت قانونية حتى عام 1890. في عام 1892، أُدخِلَت الكرونة النمساوية المجرية في غاليسيا النمساوية. بين عامي 1835 و1846، استخدمت مدينة كراكوف الحرة أيضًا عملتها المستقلة، وهي زلوتي كراكوف ‏ (التي سُكَّت في فيينا )، والتي ظلت قانونية حتى عام 1857.
خلال الحرب العالمية الأولى ، اُستُبدِل الروبل والكرونة بالمارك البولندي، وهي عملة تعادل في البداية المارك الألماني. بقي المارك البولندية قيد الاستخدام بعد استعادة بولندا لاستقلالها في عام 1918، ولكنها كانت غير مستقرة للغاية، مما أدى إلى تعطيل الاقتصاد بأكمله، وإثارة التضخم المتزايد ‏.

### الزلوتي الثاني
أعيد تقديم الزلوتي من قبل وزير المالية، فلاديسلاف غرابسكي ‏، في أبريل 1924.  وقد حل محل المارك بمعدل 1 زلوتي إلى 1,800,000 مارك وقُسِّم إلى 100 جروش بدلاً من ال30 جروش التقليدية. 
بعد تدشينه، رُبِطَ الزلوتي الثاني بالدولار الأمريكي من خلال قرض استقرار قدمه بنك الاحتياطي الفيدرالي في نيويورك.  تضخم العجز في الميزانية، ونشأ التضخم الخارج عن السيطرة. بدأ الزلوتي في الاستقرار في عام 1926 (ويرجع ذلك أساسًا إلى الصادرات الكبيرة من الفحم)،  وأُعيد تعيينه على سعر الدولار مقابل الزلوتي بنسبة أعلى بنسبة 50% مما كان عليه في عام 1924. حتى عام 1933، كان الزلوتي يُستَبدَل بحرية بالذهب والعملات الأجنبية. وبناءً على هذه التطورات، اتخذت الحكومة البولندية قرارًا بتبني معيار الذهب والحفاظ عليه لفترة زمنية طويلة لجذب المستثمرين العالميين. 
في ظل الاحتلال أثناء الحرب العالمية الثانية، أنشأ الألمان بنكًا مبعوثًا ( بنك Emisyjny ) في كراكوف، حيث فر مسؤولو البنك البولنديون إلى باريس في فرنسا.  بدأ العمل في 8 أبريل 1940، وفي مايو، خُتِمَت الأوراق النقدية القديمة من عام 1924 إلى عام 1939 بواسطة الكيان الجديد.  كان تبادل الأموال محدودًا لكل فرد؛ وكانت الحدود تختلف وفقًا لمكانة الشخص. كان سعر الصرف الثابت 2 زلوتي مقابل 1 رايخ مارك.  ظهر إصدار جديد من الأوراق النقدية في عامي 1940 و1941. 
في 15 يناير 1945، أُسِّس البنك الوطني البولندي، وافتُتِحَ مصنع طباعة جديد في لودز.  صُمِّمَت الأوراق النقدية من السلسلة الثانية والثالثة من قبل ريزارد كليسزوسكي وواكلاف بوروفسكي ‏. سُحِبَت أول ثلاث سلاسل من التداول تماشياً مع التشريع الذي وُقِّع في 28 أكتوبر 1950، والذي يغطي تقديم زلوتي جديد مع نظام عملات جديد. 

### الزلوتي الثالث (PLZ)
في عام 1950، قُدِّم الزلوتي الثالث ( PLZ )، ليحل محل جميع الأوراق النقدية الصادرة حتى عام 1948 بمعدل مائة إلى واحد، في حين أُعيد تقييم جميع أصول البنوك بنسبة 100:3. كانت الأوراق النقدية الجديدة تحمل تاريخ عام 1948، في حين كانت العملات المعدنية الجديدة تحمل تاريخ عام 1949. في البداية، بموجب القانون الذي دخل حيز التنفيذ في عام 1950، كان 1 زلوتي يساوي 0.222168 جرامًا من الذهب الخالص.  أُصدِرَت الأوراق النقدية بفئات تتراوح من 10 زلوتي إلى 5 ملايين زلوتي. 

### الزلوتي الرابع (PLN)
بعد سقوط الشيوعية في عام 1989 والتضخم المفرط المتتالي في عام 1990، أُعيد تقييم الزلوتي مرة أخرى. في 11 مايو 1994، ووفِقَ على مشروع إعادة تسمية العملة من البنك الوطني الباكستاني؛ وصُدِّقَ على القانون الذي يسمح بدخول المشروع حيز التنفيذ في 7 يوليو 1994.  وهكذا، في الأول من يناير 1995، أُدخِل الزلوتي البولندي بمعدل 1 زلوتي بولندي (PLN) مقابل 10000 زلوتي بولندي(PLZ).  أُصدِرَت عملات معدنية وأوراق نقدية أعيد تصميمها تحمل صور الملوك البولنديين، والتي طبعتها شركة دو لا رو في لندن (حتى عام 1997) وشركة PWPW في وارسو (منذ عام 1997). 
بين عامي 2013 و2014، حصلت الأوراق النقدية على ميزات أمنية إضافية. لا يختلف التصميم كثيرًا عن السلسلة الأصلية لعام 1994، ولكن يمكن تمييزه بالحقل الأبيض المضاف مع علامة مائية على الوجه. كما تمتلك الأوراق النقدية المحدثة نقاطًا مرتبة عشوائيًا، وهي جزء من مجموعة EURion ‏. 
في 10 فبراير 2017، بدأ تداول ورقة نقدية بقيمة 500 زلوتي تحمل صورة يوحنا الثالث سوبياسكي.  في 2 أكتوبر 2019، أُصدِرَت ورقة نقدية بقيمة 19 زلوتي ‏.  في عام 2021، أعلن آدم جلابينسكي، رئيس البنك الوطني البولندي، عن طرح ورقة نقدية بقيمة 1000 زلوتي في المستقبل القريب. 

### مستقبل الزلوتي
إن أحد شروط انضمام بولندا إلى الاتحاد الأوروبي في مايو 2004 يلزم البلاد بتبني اليورو في نهاية المطاف، ولكن ليس في تاريخ محدد وبعد أن تلبي بولندا معايير الاستقرار اللازمة؛ وقد أعقب ذلك مناقشات جادة بشأن الانضمام إلى منطقة اليورو.    وسوف يكون من المطلوب تعديل المادة 227  من دستور جمهورية بولندا، التي تمنح بنك بولندا الحق الحصري في إصدار الأموال.  ورغم أن آراء الناس بشأن اليورو لم تكن إيجابية دائمًا، فقد وجد استطلاع للرأي أجري في عام 2022 لصالح المفوضية الأوروبية أن 60% من المشاركين يؤيدون اعتماد اليورو. 

## الأوراق النقدية
تتراوح أحجام الأوراق النقدية بين 12 إلى 15 سنتيمتراً في الطول، وبين 60 إلى 75 ملليمتراً في العرض. يزداد الطول بمقدار 6 ملم والعرض بمقدار 3 ملم مع كل فئة أعلى. ويظهر على الوجه صورة جانبية على الجانب الأيسر لملك بولندي يرتدي درعًا أو شعارات ملكية؛ ويُرتب الملوك زمنيًا على أساس فترة الحكم. يوضح الوجه الخلفي المعالم الهامة أو العملات المبكرة أو الأشياء المهمة من تاريخ بولندا. تنتشر العناصر المعمارية التي تتألف من بوابات أو أعمدة أو نوافذ أو زخارف نباتية في كل ورقة نقدية، سواء على الوجه الأمامي أو الخلفي. الألوان السائدة المستخدمة تشمل ظلال اللون البني، والوردي أو الأرجواني، والأزرق، والأخضر، والذهبي. تُكتب القيمة الاسمية بالأرقام في الزوايا العلوية اليسرى واليمنى على الوجه، وفي الزاوية العلوية اليمنى على الوجه الخلفي. الشكل المكتوب للقيمة الإسمية منقوش عموديًا على الوجه الأمامي وأفقيًا على الوجه الخلفي. 
زُيِّنَت الأوراق النقدية بشعار النسر الموجود على شعار النبالة البولندي، بالإضافة إلى توقيعات رئيس البنك الوطني البولندي والأمين العام للخزانة. 
| الصورة        | الصورة       | القيمة    | الأبعاد      | الألوان الرئيسية | الألوان الرئيسية            | تاريخ     | تاريخ                       |
| الوجه الأمامي | الوجه الخلفي | القيمة    | الأبعاد      | الألوان الرئيسية | الألوان الرئيسية            | السلسة    | التداول                     |
| ------------- | ------------ | --------- | ------------ | ---------------- | --------------------------- | --------- | --------------------------- |
|               |              | 10 زلوتي  | 120 × 60 ملم |                  | بني                         | 1994 2012 | 1 يناير 1995 7 أبريل 2014   |
|               |              | 20 زلوتي  | 126 × 63 ملم |                  | وردي، بنفسجي                | 1994 2012 | 1 يناير 1995 7 أبريل 2014   |
|               |              | 50 زلوتي  | 132 × 66 ملم |                  | أزرق                        | 1994 2012 | 1 يناير 1995 7 أبريل 2014   |
|               |              | 100 زلوتي | 138 × 69 ملم |                  | أخضر                        | 1994 2012 | 1 يناير 1995 7 أبريل 2014   |
|               |              | 200 زلوتي | 144 × 72 ملم |                  | أصفر، ذهبي                  | 1994 2015 | 1 يناير 1995 12 فبراير 2016 |
|               |              | 500 زلوتي | 150 × 75 ملم |                  | أزرق فاتح، وردي، بني، وذهبي | 2016      | 10 يناير 2017               |

## أسعار الصرف
| السنة                        | دولار أمريكي | يورو     | مارك ألماني  | جنيه إسترليني | فرنك سويسري |          | بتكوين     |
| ---------------------------- | ------------ | -------- | ------------ | ------------- | ----------- | -------- | ---------- |
| 1990                         | 9500.00      | 12070.50 | 5864.19      | 16862.50      | 6884.05     | 65.45    |            |
| 1991                         | 10584.26     | 13088.29 | 6378.62      | 18652.81      | 7379.05     | 78.7235  |            |
| 1992                         | 13630.12     | 17662.35 | 8761.51      | 24009.90      | 9742.76     | 107.7766 |            |
| 1993                         | 18164.84     | 21204.91 | 10975.20     | 27274.86      | 12308.00    | 164.16   |            |
| 1994                         | 22726.95     | 26913.49 | 14049.60     | 34772.23      | 16670.93    | 224.16   |            |
| إعادة تقييم العملة (10000:1) |              |          |              |               |             |          |            |
| 1995                         | 2.4244       | 3.1358   | 1.6928       | 3.8257        | 2.0545      | 0.0258   |            |
| 1996                         | 2.6965       | 3.3774   | 1.7920       | 4.2154        | 2.1826      | 0.0248   |            |
| 1997                         | 3.2808       | 3.7055   | 1.8918       | 5.3751        | 2.2627      | 0.0272   |            |
| 1998                         | 3.4937       | 3.9231   | 1.9888       | 5.7907        | 2.4149      | 0.0268   |            |
| 1999                         | 3.9675       | 4.2270   | 2.1612       | 6.4197        | 2.6413      | 0.0350   |            |
| 2000                         | 4.3464       | 4.0110   | 2.0508       | 6.5787        | 2.5747      | 0.0403   |            |
| 2001                         | 4.0939       | 3.6685   | نهاية 1.9558 | 5.8971        | 2.4298      | 0.0337   |            |
| 2002                         | 4.0795       | 3.8557   | –            | 6.1293        | 2.6288      | 0.0329   |            |
| 2003                         | 3.8889       | 4.3978   | –            | 6.3570        | 2.8911      | 0.0339   |            |
| 2004                         | 3.6540       | 4.5340   | –            | 6.6904        | 2.9370      | 0.0337   |            |
| 2005                         | 3.2348       | 4.0254   | –            | 5.8833        | 2.5999      | 0.0294   |            |
| 2006                         | 3.1025       | 3.8951   | –            | 5.7116        | 2.4761      | 0.0266   |            |
| 2007                         | 2.7667       | 3.7829   | –            | 5.5310        | 2.3035      | 0.0235   |            |
| 2008                         | 2.3708       | 3.4908   | –            | 4.2200        | 2.2291      | 0.0234   |            |
| 2009                         | 3.1175       | 4.3276   | –            | 4.8563        | 2.8665      | 0.0333   | 0.0000     |
| 2010                         | 3.0179       | 3.9939   | –            | 4.6587        | 2.8983      | 0.0345   | 1.2301     |
| 2011                         | 2.9636       | 4.1190   | –            | 4.7463        | 3.3474      | 0.0373   | 40.049     |
| 2012                         | 3.2581       | 4.1852   | –            | 5.1605        | 3.4724      | 0.0409   | 15.629     |
| 2013                         | 3.1608       | 4.1975   | –            | 4.9437        | 3.4100      | 0.0324   | 607.98     |
| 2014                         | 3.0315       | 4.1631   | –            | 5.0167        | 3.3816      | 0.028778 | 1,598.02   |
| 2015                         | 3.5725       | 4.3078   | –            | 5.5296        | 3.5833      | 0.029671 | 1,535.13   |
| 2016                         | 3.9011       | 4.2615   | –            | 5.7862        | 3.9394      | 0.032411 | 2,217.11   |
| 2017                         | 3.6703       | 4.2412   |              | 4.7031        | 3.7001      | 0.033012 | 16,173.71  |
| 2018                         | 3.7501       | 4.2618   |              | 4.8012        | 3.8208      | 0.034231 | 28,413.75  |
| 2019                         | 3.8103       | 4.3021   |              | 4.8703        | 3.8934      | 0.036213 | 28,175.29  |
| 2020                         | 3.8972       | 4.4445   |              | 4.9969        | 4.2132      | 0.037254 | 47,550.03  |
| 2021                         | 3.8618       | 4.4659   |              | 5.3102        | 4.2239      | 0.035338 | 180,883.46 |
| 2022                         | 4.4584       | 4.6845   |              | 5.4951        | 4.6667      | 0.033428 | 108,311.12 |
| 2023                         | 4.1193       | 4.5168   |              | 5.1762        | 4.6713      | 0.029087 | 133,669.72 |
| 2024                         | 3.9843       | 4.2923   |              | 5.0117        | 4.3875      | 0.026262 | 303,961.51 |

## سعر الصرف PLN الحالي
| من Yahoo! Finance: | AUD CAD CHF EUR GBP HKD JPY USD |
| من XE.com:         | AUD CAD CHF EUR GBP HKD JPY USD |
| من Investing.com:  | AUD CAD CHF EUR GBP HKD JPY USD |
| منOANDA.com:       | AUD CAD CHF EUR GBP HKD JPY USD |